# The OH in Ohio
The OH in Ohio är en amerikansk långfilm från 2006 i regi av Billy Kent. Den utspelar sig i Cleveland. I rollerna ses bland andra Parker Posey, Paul Rudd, Danny DeVito och Mischa Barton.

## Rollista
| Parker Posey   | – Priscilla Chase    |
| Danny DeVito   | – Wayne the Pool Guy |
| Miranda Bailey | – Sherri             |
| Paul Rudd      | – Jack Chase         |
| Tim Russ       | – Douglas            |
| Mischa Barton  | – Kristen Taylor     |
| James Kisicki  | – Dr. Harry          |
| Liza Minnelli  | – Alyssa Donahue     |